# Presencio
Presencio – gmina w Hiszpanii, w prowincji Burgos, w Kastylii i León, o powierzchni 35,35 km². W 2011 roku gmina liczyła 184 mieszkańców.